# São Fidélis
São Fidélis is een gemeente in de Braziliaanse deelstaat Rio de Janeiro. De gemeente telt 39.256 inwoners (schatting 2009).
De plaats ligt aan de Paraíba do Sul.

## Aangrenzende gemeenten
De gemeente grenst aan Cambuci, Campos dos Goytacazes, Cardoso Moreira, Italva, Itaocara, Santa Maria Madalena en São Sebastião do Alto.

## Verkeer en vervoer
De plaats ligt aan de wegen BR-492, RJ-158 en RJ-194.